# Aviation Traders
Aviation Traders Limited è stata un'azienda di commercio e riutilizzo di aerei militari e parti di ricambio residuati della Seconda guerra mondiale fondata nel 1947. Nel 1949 iniziò la manutenzione di aeromobili utilizzati da alcune compagnie indipendenti britanniche nel Ponte aereo di Berlino. Nei primi anni cinquanta si è diversificata nella fabbricazione e nella conversione di aeromobili.
Durante tale periodo, è anche diventata subappaltatrice per altri produttori di aeromobili.
Alla fine del decennio è stata rilevata dal gruppo Airwork.

## Storia
Aviation Traders Ltd (ATL) è stata avviata da Freddie Laker con sede in una base della RAF a Bovingdon in Hertfordshire, Inghilterra, nel 1947 per commerciare velivoli militari in eccedenza e parti di ricambio. Due anni più tardi, Laker spostò la sua attività in una nuova sede nell'aeroporto Rochford (poi London Southend Airport) vicino a Southend-on-Sea, Essex, Inghilterra.
ATL inizialmente è specializzata nella trasformazione in cargo dei numerosi aerei militari in eccedenza, bombardieri e da trasporto, tra i quali il bombardiere Handley Page Halifax, sei dei quali vengono venduti alla Bond Air Services, una delle prime compagnie aeree indipendenti del dopoguerra.
Bond Air Services basava questi aerei all'aeroporto di Wunstorf nella Germania occidentale allo scopo di portare generi di prima necessità a Berlino Ovest durante il Blocco di Berlino del 1948-49.
Inoltre la Bond Air Service aveva contrattualizzato con ATL la manutenzione di questi aerei in cambio della metà del ricavato del trasporto.
Dopo la fine del ponte aereo di Berlino nel 1949, la maggior parte degli Halifax che Laker aveva fornito alle diverse compagnie indipendenti furono rottamati presso le sue strutture di Southend.
Aviation Traders (Engineering) Ltd, la divisione ingegneria della ATL, è stata formalmente istituita nel 1949. Laker mise a capo della sua nuova attività di ingegneria Jack Wiseman, un ingegnere altamente qualificato in manutenzione aeronautica con il quale aveva lavorato per un breve periodo alla Londra Aero Services Motor (LASM).
Tre Vickers Viking ex British European Airways (BEA), che Laker aveva acquisito nel 1949, vennero revisionati a Southend e rivenduti con profitto alla British Overseas Airways Corporation (BOAC).

L'anno seguente la divisione d'ingegneria di ATL cannibalizzò un certo numero di York e Lancaster ormai rottamati, che Laker aveva acquistato, per costruire, con le parti recuperate, tre York in grado di volare.
ATL è stata anche uno dei molti costruttori di aeromobili del dopo guerra che cercò di sviluppare un successore per l'allora onnipresente Douglas DC-3, aereo a pistoni che ha continuato a svolgere un ruolo di primo piano nelle flotte di molte compagnie aeree del mondo negli anni 50. La risposta della Aviation Trades è stata l'ATL-90 Accountant, che volò per la prima volta il 9 luglio 1957. L'Accountant era progettato per 28 passeggeri e come altri aerei di maggior successo come l'Avro 748, Handley Page Dart Herald, Fokker Friendship e NAMC YS-11, era dotato di due motori turboelica Rolls-Royce Dart. Nel mercato di sostituzione dei DC-3, ATL si trovò quindi in competizione con Avro, Handley Page, Fokker e Nihon Aircraft Manufacturing Corporation (NAMC), che erano costruttori di aeromobili con maggiori possibilità economiche di ATL e con i quali non poteva rivaleggiare sia in termini di volume degli investimenti, sia nella progettazione e sviluppo dei velivoli, nonché nella commercializzazione verso i potenziali clienti. Inoltre, lo sviluppo simultaneo dei quattro aeromobili concorrenti dell'ATL-90 Accountant saturò il mercato e l'Accountant non riuscì ad attrarre ordinativi, portando ATL alla chiusura del programma. Anche il prototipo fu distrutto.
Successivamente il lavoro di conversione degli aeromobili si è dimostrato di maggior successo per ATL. Alcuni aerei da trasporto Avro Tudor, dotati di portelloni per il caricamento di merci, vengono trasformati nella versione Supertrader per la Air Charter Ltd, un'azienda consociata di ATL. Ventuno aerei di linea Douglas DC-4 vengono convertiti in traghetto come ATL-98 Carvair, una delle più importanti conversioni, che comprendeva, tra le principali modifiche, la sostituzione della parte anteriore della fusoliera originale dell'aereo con una versione ampliata in altezza che incorporava il ponte di volo sopra la stiva e un naso che fungeva anche da portellone incernierato da un lato. Attraverso il portellone cinque autovetture potevano essere caricate da terra, una alla volta, per mezzo di un montacarichi mobile a "forbice". Nella fusoliera posteriore, la cui sezione era rimasta inalterata, potevano essere ospitati anche venticinque passeggeri. L'impennaggio verticale era stato ampliato per compensare l'effetto destabilizzante della fusoliera allargata davanti. Molti di questi Carvair dotati di motori a pistoni sono stati utilizzati dal Southend Airport su rotte brevi di là della Manica e del Mare del Nord. La nascita di concorrenziali servizi di traghetto veloce per mezzo di hovercraft di grandi dimensioni, come gli SR-N4, ha fatto sì che l'età dell'aereo di linea carica-automobili, iniziata con il Bristol Freighter, si sia conclusa con il Carvair.
ATL inoltre ha rimotorizzato dei Canadair C-4 Argonaut (Douglas DC-4 di costruzione canadese) della BOAC con dei motori a pistoni Rolls-Royce Merlin inutilizzati, provenienti dagli 88 Merlin di ricambio che Laker aveva acquistato in precedenza con gli Halifax della BOAC e diversi Avro Tudor acquistati dal governo.
Nel 1951 ATL ha vinto un contratto da Bristol Aircraft per la fabbricazione delle sezioni centrali dell'ala per i Bristol Freighter. Tra l'inizio del 1952 e la fine del 1955, ATL costruì 50 sezioni di ala per la Bristol Aircraft. Durante tale periodo la ATL aveva assunto dimensioni notevoli sia nell'ambito della progettazione che della produzione.
Nel 1956, ATL ha acquistato oltre 250 Percival Prentice, aerei da addestramento dismessi dalla Royal Air Force, dei quali circa 20 sono stati convertiti per clienti civili.
Nel 1958 Laker ha annunciato la sua decisione di vendere sia ATL che Air Charter ad Airwork per £ 600.000 in contanti, più ulteriori £ 200.000, in funzione della valutazione delle scorte. L'accordo è entrato in vigore nel gennaio del 1959, quando entrambe le società sono confluite nel Gruppo Airwork.

## Velivoli prodotti e ricostruiti
- Aviation Traders ATL-90 Accountant
- Aviation Traders ATL-98 Carvair costruito dal Douglas DC-4/Douglas C-54 Skymaster